# Lattimerský masakr

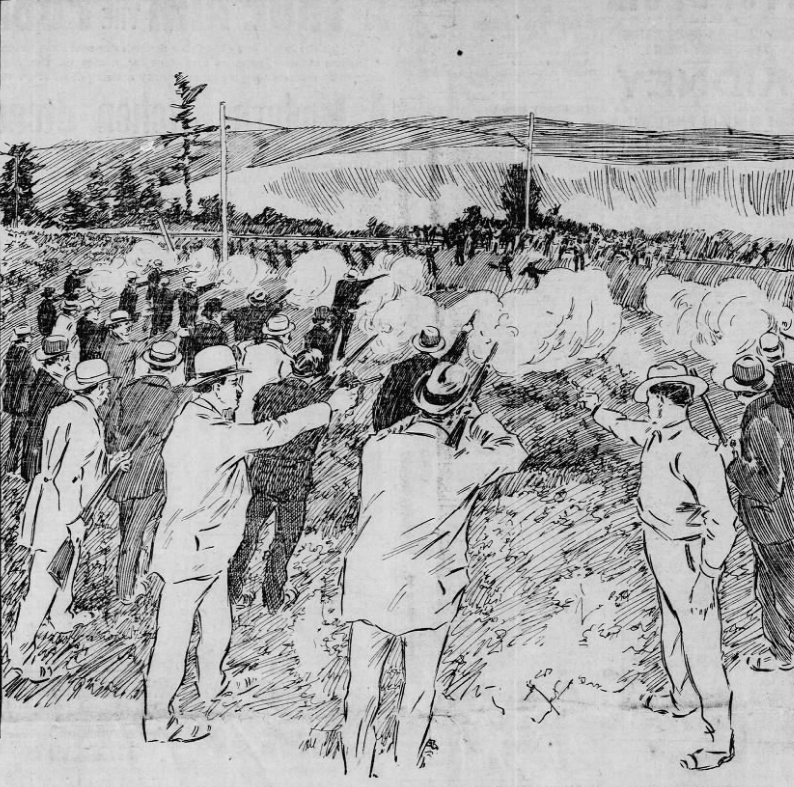
Ilustrace z roku 1897 z Philadelphia Inquirer, která znázorňuje střelbu na stávkující horníky

Lattimerský masakr byla událost, při které bylo dne 10. září 1897 zastřeleno nejméně 19 neozbrojených stávkujících horníků ve městě Lattimer v Pensylvánii ve Spojených státech amerických. Desítky dalších horníků byly zraněny. Na horníky, kteří byli z velké části imigranti ze střední a východní Evropy (Poláci, Slováci, Němci nebo Litevci), střílel šerif okresu Luzerne, jeho zástupci a dobrovolníci (tzv. Posse comitatus). 

## Pozadí
Důvodem k protestům byly nízké mzdy horníků (horníci žádali o zvýšení 10 centů za den) a nově zavedená daň pro cizince. Horníci museli platit za každý odpracovaný den tři centy; tuto daň jim strhával zaměstnavatel. Dále se stávkovalo za zrušení povinnosti využívat podnikový obchod a podnikového lékaře; služby byly předražené.

## 10. září 1897

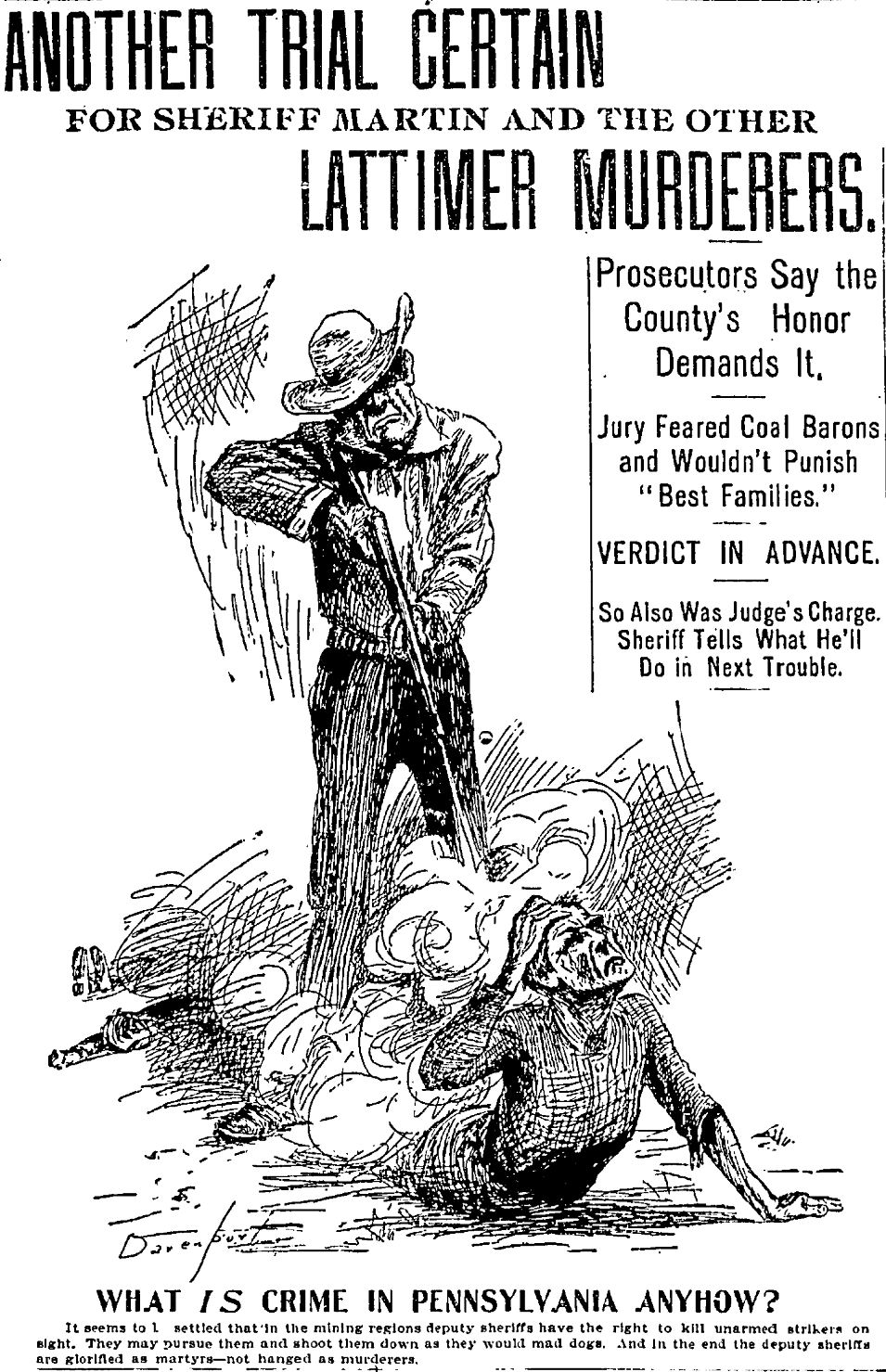
Karikatura v New York Evening Journal ze dne 10. března 1898 znázorňující šerifova zástupce, který střílí ležícího horníka

Dne 10. září 1897 se odhadem 300 až 400 horníků vydalo na pochod k dolu, který vlastnil podnikatel Calvin Pardee. Proti demonstrantům vyrazil šerif James F. Martin společně s takřka 80 dobrovolníky, kteří byli vybaveni puškami Winchester. Při konfrontaci vyzval šerif horníky k rozchodu, ti to odmítli, přičemž se následně spustila palba. Střelba pokračovala i v okamžiku, kdy horníci začali utíkat; někteří byli střeleni do zad. Svědci uváděli, že střelci stříleli s jasným záměrem zasáhnout co nejvíce lidí.

## Následné události
Po masakru povolal guvernér Pensylvánie do oblasti národní gardu, aby se předešlo dalším násilnostem. Události se věnovaly pensylvánské noviny a vzbudila velký rozruch mezi imigranty. Protest vzneslo velvyslanectví Rakousko-Uherska, neboť některé oběti z jeho zemí pocházely. V následném soudním procesu se šerif přiznal, že vydal rozkaz ke střelbě, nicméně proto, že to byla jeho povinnost a musel zastavit dav, který chtěl pochodovat dále. Porota, ve které nebyl žádný imigrant ze střední nebo východní Evropy, rozhodla, že všichni obvinění jsou nevinní.